# Asseiceira (Rio Maior)
Asseiceira is een plaats (freguesia) in de Portugese gemeente Rio Maior en telt 1100 inwoners (2001).